# نهر ترينيتي
نهر ترينيتي هو الأطول مع مستجمعات المياه داخل ولاية تكساس الأمريكية. ترتفع في أقصى شمال تكساس على بعد أميال قليلة جنوب النهر الأحمر. يتفصل منابع المياه عن طريق الخنادق العالية على الجانب الجنوبي من النهر الأحمر.
يطلق السكان الأصليون على الأقسام الشمالية Arkikosa والأجزاء الأقرب إلى الساحل Daycoa. أطلق عليها المستكشف الفرنسي روبرت كافيلير دي لا سال في عام 1687 اسم (نهر الزوارق). في عام 1690 أطلق المستكشف الإسباني ألونسو دي ليون على النهر اسم (الثالوث الأقدس) في الممارسة الكاثوليكية الإسبانية لإحياء ذكرى الأماكن من خلال المراجع الدينية.